# Nakpadon
Nakpadon es un transporte blindado de personal pesado israelí basado en el Nagmachon derivado del tanque Centurion.

## Historia
La creación y desarrollo del Nakpadon comenzó durante los combates en el Líbano. Se introdujo por primera vez a finales de la década de 1990 y desde entonces ha servido en el sur del Líbano, Cisjordania y la Franja de Gaza.
El Nakpadon es una versión mejorada del Nagmashot y Nagmachon que incluye armadura reactiva de tercera generación y faldones laterales construidos con armadura capaz de proteger contra proyectiles de energía cinética mejorada (EKE). Similar a la armadura USMC LTVP7. La sección trasera de los faldones laterales se puede subir o bajar. Está protegido contra minas y misiles antivehículo. El Nakpadon puede albergar ~10 tropas y está equipado con cuatro ametralladoras. Debido a una mayor protección del blindaje, es más pesado que las versiones anteriores de este vehículo, con un peso de alrededor de 55 toneladas. Para compensar este peso añadido, se ha utilizado un motor más potente.

## Mejoras técnicas
Las mejoras con respecto al Nagmashon incluyen armadura reactiva de tercera generación y faldones laterales "EKE" con faldones traseros que se pueden subir o bajar. El Nakpadon lleva cuatro ametralladoras FN MAG y un lanzagranadas de 40 mm.